# Jonathan LaPaglia
Jonathan LaPaglia, né le 31 août 1969 à Adélaïde (Australie-Méridionale), est un acteur australien. C'est le frère d'Anthony LaPaglia, acteur et producteur de cinéma.
En octobre 2023, il est recruté pour co-animer l'émission Top Gear Australia pour une série de 8 épisodes pour Paramount+, avec Beau Ryan et Blair Joscelyne, produite par la BBC Australia, avec une diffusion en 2024.

## Filmographie

### Cinéma
- 1997 : Harry dans tous ses états (Deconstructing Harry) : un assistant caméraman
- 1998 : Origin of the Species : Stan
- 2000 : Under Hellgate Bridge : Vincent
- 2008 : Jack Rio de Gregori J. Martin : Devon Russel
- 2008 : A Beautiful Life (en) d'Alejandro Chomski : Vince
- 2011 : The Hit List : Inspecteur McKay
- 2013 : Pioneer de Erik Skjoldbjærg : Ronald
- 2014 : The Reckoning de John V. Soto : Détective Robbie Green
- 2019 : Le Mans 66 de James Mangold : Eddie

### Télévision
- 1998 : Inferno : Eddie
- 1998–2001 : Sept jours pour agir (Seven Days) : Lt. Frank B. Parker
- 2000–2004 : Washington Police : Kevin Debreno
- 2004 : La Voix de l'innocence (Plain Truth) : Cooper
- 2004 : Les Fantômes de l'amour (The Dead Will Tell) : Billy Hytner
- 2006 : New York, section criminelle (saison 6 épisode 2) : Jack McCaskin
- 2007 : Attack of the Gryphon : Prince Seth of Delphi
- 2007 : Les Soprano (The Sopranos) (saison 6 épisode 14) : Michael the Cleaver
- 2008 : NCIS : Enquêtes spéciales (saison 5 épisode 11 ; saison 6 épisode 1) : Agent Spécial Brent Langer (FBI)
- 2008 : Bones (saison 4 épisode 8) : Anton Deluca
- 2008-2010 : Cold Case : Affaires classées (saison 6 épisodes 10, 15, 17, 18, 22 ; saison 7 épisodes 1, 10, 13, 15, 20) : A.D.A. Curtis Bell
- 2009 : Castle (saison 2 épisode 9) : John Knox
- 2010 : Burn Notice (saison 3 épisode 15) : Coleman
- 2011 : Le Prix d'une vie (Final Sale) : Dolan
- 2011 : La Gifle : Hector
- 2012 : Underbelly : Anthony "Badness" Perish
- 2013 : Mentalist (épisode 20 saison 6) : John Acardo
- 2014 : Love Child : Dr Patrick McNaughton
- 2018 : S.W.A.T. (saison 1 épisode 15) : le Python